# 疾風 (2代神風型駆逐艦)
|          |                                                                                          |
| 艦歴     |                                                                                          |
| 発注     | 大正12年度艦艇補充計画                                                                   |
| 起工     | 1922年11月11日                                                                           |
| 進水     | 1925年3月23日                                                                            |
| 竣工     | 1925年12月21日                                                                           |
| その後   | 1941年12月11日戦没                                                                       |
| 除籍     | 1942年1月15日                                                                            |
| 性能諸元 |                                                                                          |
| 排水量   | 基準：1,270t 公試：1,400t                                                                |
| 全長     | 102.57メートル                                                                           |
| 全幅     | 9.16メートル                                                                             |
| 吃水     | 2.92メートル                                                                             |
| 機関     | ロ号艦本式缶4基 艦本式タービン2基2軸 38,500 SHP                                          |
| 速力     | 37.25ノット                                                                              |
| 航続距離 | 14ノット/3,600カイリ                                                                     |
| 燃料     | 重油：420トン                                                                            |
| 乗員     | 154名                                                                                    |
| 兵装     | 45口径12cm単装砲4門 一〇年式53cm連装魚雷発射管3基 （魚雷10本） 留式7.7mm機銃2挺 爆雷18個 |

疾風（はやて）は、日本海軍に所属した駆逐艦。
神風型駆逐艦（2代目）の7番艦である。
同名の日本海軍艦船は1907年（明治40年）に竣工した神風型駆逐艦 (初代)の疾風に次いで2隻目。1941年（昭和16年）12月11日の第一次ウェーク島攻略作戦で、陸上砲台の砲撃を受けて沈没。太平洋戦争で初めて戦没した日本の駆逐艦となった。

## 艦歴

### 建造～太平洋戦争開戦まで
1921年（大正10年）10月12日、峯風型駆逐艦の改良型となる駆逐艦（後の神風型駆逐艦）7隻に、第一～第十三までの奇数番の駆逐艦名が与えられた。後に疾風となる第十三駆逐艦は1922年（大正11年）8月24日、艦艇類別等級表に登録された。
9月11日、第十三駆逐艦は石川島造船所で建造される事が決まり、11月11日に起工した。
建造中の1924年（大正13年）4月24日、艦名が第十三号駆逐艦に変わった。
1925年（大正14年）3月23日午後4時に進水し、12月21日に竣工した。
12月25日、第十三号駆逐艦は佐世保鎮守府籍となり、同型艦の第十一号駆逐艦（追風）、第十五号駆逐艦（朝凪）、第十七号駆逐艦（夕凪）と共に第二艦隊・第二水雷戦隊の第29駆逐隊に編入された（艦隊編制は文献参照）。
1926年（大正15年）4月2日、第二水雷戦隊が済州島西方沖を航行中、第十三号駆逐艦は第五号駆逐艦（春風）に衝突、軽い損傷を受けた。
1928年（昭和3年）8月1日、同型艦9隻の番号艦名が一斉に変更され、第十三号駆逐艦は疾風に改名された。同型艦の呼称は神風型駆逐艦に変更された。
12月10日、第29駆逐隊4隻（追風、疾風、朝凪、夕凪）は舞鶴要港部に配備された。
同隊は1929年（昭和4年）11月30日に鎮海要港部、1930年（昭和5年）12月1日に第一艦隊、1931年（昭和6年）12月1日に鎮海要港部、1933年（昭和8年）11月15日に第一艦隊と転属した。
1935年（昭和10年）11月15日、第29駆逐隊は疾風と追風の2隻となり、空母加賀と共に、第二艦隊麾下の第二航空戦隊を1年間編制した。
1936年（昭和11年）12月1日-1937年（昭和12年）7月28日までは佐世保警備戦隊の所属となった。
同年8月に第二次上海事変が勃発すると、第29駆逐隊も中国で行動した。9月6日、疾風は広東省・珠江の河口付近で陸上の陣地を砲撃した。13日には中華民国空軍2機に爆撃された。14日、軽巡夕張（第五水雷戦隊旗艦）と第29駆逐隊（追風、疾風)は珠江を遡行し、虎門要塞から出撃してきた肇和級防護巡洋艦肇和と交戦した。追風が別の艦艇と戦い、夕張と疾風は砲撃戦で肇和を座礁に追い込んだ。泊地に戻る途中、クレア・リー・シェンノートが率いる中華民国空軍のA-17軽爆撃機 12機の攻撃を受け、夕張の乗員が負傷した。
9月27日、疾風と追風は陸上の砲台を砲撃した。
第29駆逐隊（追風、疾風）は1937年（昭和12年）11月から2年間、第一航空戦隊に所属し、その間も中国方面で活動した。この時期の一航戦の空母は加賀（昭和13年12月15日まで）もしくは赤城（昭和13年12月15日から）であり、第五艦隊の作戦に従事した。
1939年（昭和14年）11月15日、第29駆逐隊は第一航空戦隊から外れた。1940年（昭和15年）には鎮海要港部や釜山を拠点に、朝鮮半島沿岸の警備任務に従事した。
1940年（昭和15年）11月15日、第29駆逐隊は再び神風型4隻（追風、疾風、朝凪、夕凪）となった。
同15日付で、トラック泊地を根拠地とする第四艦隊隷下に新編された第六水雷戦隊に配属された。第六水雷戦隊は軽巡夕張、第29駆逐隊（追風、疾風、朝凪、夕凪）、第30駆逐隊（睦月、如月、弥生、望月）で編成されていた。
1941年（昭和16年）1月以降、第十八戦隊（鹿島、天龍、龍田）や第六水雷戦隊を基幹とする第四艦隊は、マリアナ諸島やカロリン諸島で訓練や演習を行った。この演習には第四航空戦隊や第六艦隊も加わった。
6月22日の独ソ戦開戦により、第四艦隊は内南洋常駐となった。
7月22日、第四艦隊の3隻（鹿島、夕張、朝凪）を除く各艦は、太平洋戦争の開戦に備えて日本本土での整備を命じられ、疾風も内地に戻った。7月25日、高塚実少佐が艦長に就いた。10月中旬から下旬にかけ、疾風を含む第四艦隊各艦はトラック泊地に集結した。
またグアム島攻略作戦等に備え、各方面の部隊や艦艇が、南洋部隊（指揮官は第四艦隊司令長官井上成美海軍中将）に編入された。

### 沈没
太平洋戦争の開戦と同時に、第四艦隊（旗艦「鹿島」）を主戦力とする南洋部隊は、グアム島、ギルバート諸島、ウェーク島など中部太平洋の島しょ部、南洋諸島の攻略に着手した。
第29駆逐隊（司令瀬戸山安秀少佐、兵45期）は二分され、第1小隊（追風、疾風）はウェーク島攻略部隊に、第2小隊（朝凪、夕凪）はギルバート諸島の攻略部隊に編入された（日本のギルバート諸島攻略）。
ウェーク島攻略部隊の指揮官は、第六水雷戦隊司令官梶岡定道少将であった。第六水雷戦隊（夕張、第29駆逐隊第1小隊、第30駆逐隊）が海軍陸戦隊を載せた哨戒艇や輸送船を護衛、第十八戦隊（司令官丸茂邦則少将：軽巡天龍、軽巡龍田）が掩護部隊として同行、支援を行う航空部隊や潜水部隊などで構成されていた（編成詳細はウェーク島の戦い参照）。
出撃前、第29駆逐隊の主計士官は疾風に立ち寄った際に疾風乗組員全員の遺書をまとめて託され、軍事郵便として内地に送る手配をした。
ウェーク島攻略部隊は真珠湾攻撃が行われた12月8日午後にマーシャル諸島のルオット島を出撃し、10日夜にウェーク島沖に到達した。開戦後にマーシャル諸島から発進した千歳海軍航空隊の九六式陸上攻撃機が複数回にわたりウェーク島を空爆しており、攻略部隊は航空隊からの報告で、艦隊の脅威となる同島ピーコック岬の砲台と同島西側のウィルクス島の砲台は、ほぼ壊滅したと判断していた。ところがウェーク島を守備するアメリカ軍海兵隊はいまだ戦力を保持しており、旧式戦艦から転用された5インチ砲の砲台は、日本軍迎撃の準備をおこなっていた。また12月4日に空母エンタープライズによって輸送されたF4Fワイルドキャット戦闘機 14機も、日本軍上陸時点で4機が残存していた。
12月10日22時55分以降、ウェーク島攻略部隊指揮官は上陸作戦の開始を下令した。だが悪天候のため日本軍攻略部隊は大発動艇の発進に失敗し、日本軍の上陸作戦は12月11日の夜明けに決行することになった。六水戦司令官（夕張）が11日午前2時15分に発信した命令は「天明時ヨリ左ノ区分ニ依リ砲台及陸上飛行場ヲ砲撃撃破スベシ　夕張「ウェーク」本島、疾風、如月、「ウェーク」本島南部、望月、彌生、「ウイルクス」島、金龍丸、金剛丸、三十二哨、三十三哨ハ島ヨリノ視界限度ニ居レ　追風、睦月ハ揚陸準備ヲ為シ置ケ」であった。
米軍の守備隊は11日午前3時に攻略部隊の船影を発見したが、砲台の射程内に十分に引き込んでから反撃する作戦を採った。戦闘は、日本の軽巡と駆逐艦の艦砲射撃で始まった（夕張は午前3時25分、駆逐艦は午前3時43分に発砲）。午前6時15分（日本軍記録午前4時）にピーコック岬の砲台が夕張に発砲し、ウィルクス島の砲台は単縦陣でウェーク島に前進する駆逐艦3隻に距離6300mで発砲した。
疾風は睦月の後を航行していた。疾風は砲撃に対して左に舵を切り、右舷を砲台の射線に晒す一方で全主砲で応戦できる攻撃的な戦法を採った。日本時間の午前4時3分（現地時間午前7時3分）過ぎ、砲弾が艦中央部に命中し、疾風は爆沈した。日本側の記録では、艦後部から発生した黒煙が全艦を覆って、海上から艦影が消えた。地上の砲台からは、疾風の船体が二つに分断されたあと、それぞれ短時間漂流して沈む様子が視認された。轟沈の原因は魚雷か爆雷の誘爆、もしくはボイラーの爆発と思われる。乗員167名全員が戦死したとされるが、14日に1名が救助された記録もある。
地上砲台の砲撃で既述のように疾風が轟沈し、戦況も不利になっていった。上陸作戦は中止され、ウェーク島攻略部隊は南進してマーシャル諸島への撤退を図った。
しかし、アメリカ海兵隊は爆装したF4Fワイルドキャット戦闘機 4機を発進させ、日本艦隊を追撃した。
この空襲で如月が沈没し、損傷艦も続出した。
第一次攻略作戦は完全に失敗した。
1942年（昭和17年）1月15日、疾風は駆逐艦籍から除籍された。
- ウェーク島攻略の意図は、昭和十六年度帝国海軍作戦計画で明示された[109]。同島攻略の図上演習は1940年（昭和15年）11月26-28日[110]、1941年（昭和16年）9月11-20日に行われたが[111]、グアム島攻略作戦では不安が残ったものの[注 12]、ウェーク島は鎧袖一触で攻略に成功しており、海軍は楽観視していたという[114][115]。第四艦隊は開戦が迫った同年10月下旬、ようやく本格的な作戦の立案に着手した[116]。第四艦隊の攻略作戦研究会は、10月27-29日にかけて、トラック泊地の旗艦「鹿島」でおこなわれた[117]。ウェーク島攻略部隊の図上演習や訓練は、12月3日から12月6日にかけてルオット島でおこなわれた[118]。第六水雷戦隊のルオット島到着は12月3日で、多忙の中での上陸作戦準備だった[118]。

- 米軍は沈没した疾風もしくは如月から日本軍の暗号表を回収したとされるが[78]、異説もある[119][注 13]。

## 歴代艦長
※『艦長たちの軍艦史』245-246頁による。階級は就任時のもの。

### 艤装員長
1. 神山忠 中佐：1925年8月25日[121] - 12月1日[122]
2. 三木太市 中佐：1925年12月1日[122] - 1925年12月21日[123]

### 駆逐艦長
1. 三木太市 中佐：1925年12月21日[123] - 1926年12月1日[124]
2. 中円尾義三 少佐：1926年12月1日[124] - 1928年12月10日[125]
3. （兼）園二郎 少佐：1928年12月10日[125] - 1929年11月1日[126]
4. 津田源助 少佐：1929年11月1日[126] - 1930年12月1日[127]
5. 江口松郎 少佐：1930年12月1日[127] - 1932年1月11日[128]
6. 中津成基 少佐：1932年1月11日[128] - 1932年4月1日[129]
7. （兼）上田光治 少佐：1932年4月1日[129] - 1932年7月11日[130]
8. （兼）小田操 少佐：1932年8月5日[131] - 11月15日[132]
9. （兼）佐藤寅治郎 少佐：1932年11月15日[132] - 1933年5月17日[133]
10. 天野重隆 少佐：1933年5月17日[133] - 1934年11月1日[134]
11. 中原義一郎 少佐：1934年11月1日[134] - 1936年6月20日[135]
12. 田口正一 少佐：1936年6月20日[135] - 1937年1月15日[136]
13. （兼）北野亘 少佐：1937年1月15日[136] - 1937年7月13日[137]
14. 山田盛重 少佐：1937年7月13日[137] - 1937年11月15日[138]
15. 飛田健二郎 少佐：1937年11月15日[138] - 1938年12月15日[139]
16. 中杉清治 少佐：1938年12月15日[139] - 1939年12月1日[140]
17. 松枝司蔵 少佐：1939年12月1日[140] - 1940年10月15日[141]
18. 中川実 少佐：1940年10月15日[141] - 1941年7月25日[63]
19. 高塚実 少佐：1941年7月25日[63] - 12月11日(戦死、中佐に昇進)[142][143]